# Ансу
Ансу (урду آنسو جھیل‎, англ. Ansoo Lake) — озеро в Пакистане, расположенное в провинции Хайбер-Пахтунхва, возле города Маншехра. Озеро окружает горная система — Гималаи.

## Топоним
Название озера переводится с языка урду как «слеза».

## Описание озера
Расположено на высоте 5027 метров над уровнем моря в долине Кагхан.
Озеро было обнаружено в 1993 году, когда пилот ВВС Пакистана пролетел над ним. До этого случая Ансу не было известно даже местным жителям.

## Транспортная доступность
Ансу расположено в труднодоступном районе, куда не сможет проехать автомобиль. К нему можно добраться на мулах, лошадях или пешком.